# Liste de familles de plantes à fleurs par ordre alphabétique
 (février 2007).
Liste des familles d'angiospermes.
- Haut – A
- B
- C
- D
- E
- F
- G
- H
- I
- J
- K
- L
- M
- N
- O
- P
- Q
- R
- S
- T
- U
- V
- W
- X
- Y
- Z

## A
Abolbodaceae Nakai ~ Acanthaceae Juss. ~ Aceraceae Juss. ~ Achariaceae Harms ~ Achatocarpaceae Heimerl. ~ Acoraceae Martinov ~ Actinidiaceae Gilg & Werderm. ~ Adoxaceae E.Mey.~ Aegicerataceae Blume ~ Aextoxicaceae Engl. & Gilg ~ Agavaceae Endl. ~ Agdestidaceae Nak. ~ Aitoniaceae Harv. & Sond. ~ Aizoaceae Rudolphi ~ Akaniaceae Stapf ~ Alangiaceae DC. ~ Alismataceae Vent. ~ Alliaceae Borkh. ~ Alseuosmiaceae Airy Shaw ~ Alstroemeriaceae Dumort. ~ Altingiaceae Lindl. ~ Alzateaceae S.Graham ~ Amaranthaceae Juss. ~ Amaryllidaceae J.St.-Hil. ~ Amborellaceae Pichon. ~ Anacardiaceae Lindl. ~ Anarthriaceae Cutler & Airy Shaw ~ Ancistrocladaceae Planch. ex Walp ~ Androstachydaceae Airy Shaw ~ Anemarrhenaceae Conran, M.W.Chase & Rudall ~ Anisophylleaceae Ridl. ~ Annonaceae Juss. ~ Anthericaceae J.Agardh ~ Antoniaceae J.Agardh ~ Aphanopetalaceae Doweld ~ Aphloiaceae Takht. ~ Aphyllanthaceae Burnett ~ Apiaceae Lindl. ~ Apocynaceae Juss. ~ Aponogetonaceae Planch. ~ Apostasiaceae Bl. ~ Aquifoliaceae Bartl. ~ Aquilariaceae R.Br. ~ Araceae Juss. ~ Araliaceae Juss. ~ Aralidiaceae Philipson & Stone  ~ Arecaceae Bercht. & J.Presl ~ Argophyllaceae Takht. ~ Aristolochiaceae Juss. ~ Asclepiadaceae R.Br. ~ Asparagaceae Juss. ~ Asphodelaceae Juss. ~ Asteliaceae Dumort. ~ Asteraceae Bercht. & J.Presl ~ Asteranthaceae Knuth ~ Asteropeiaceae Takht. ~ Atherospermataceae R.Br. ~ Aucubaceae J.Agardh ~ Austrobaileyaceae Croizat ~ Averrhoaceae Hutch. ~ Avicenniaceae Miq.

## B
Balanitaceae Endl. ~ Balanopaceae Benth.~ Balanophoraceae L.C. & A. Rich. ~ Balsaminaceae DC. ~ Barbeuiaceae (Baill.) Nak. ~ Barbeyaceae Rendle ~ Barclayaceae (Endl.) Li ~ Barringtoniaceae Rudolphi ~ Basellaceae Moq.-Tand. ~ Batidaceae Mart. ex Meissn. ~ Baueraceae Lindl. ~ Begoniaceae C.A. Agardh. ~ Behniaceae Conran, M.W. Chase and Rudall ~ Berberidaceae Juss. ~ Berberidopsidaceae Takhtadj. ~ Betulaceae S.F. Gray ~ Biebersteiniaceae Endl. ~ Bignoniaceae Juss. ~ Bischofiaceae (Muell. Arg.) Airy Shaw ~ Bixaceae Link ~ Blandfordiaceae Dahlgren and Clifford ~ Blepharocaryaceae Airy Shaw ~ Boerlagellaceae H.J. Lam ~ Bombacaceae Kunth ~ Bonnetiaceae Beauvis ~ Boraginaceae Juss. ~ Brassicaceae ~ Bretschneideraceae Engl. & Gilg ~ Brexiaceae Lindl. ~ Bromeliaceae Juss. ~ Brunelliaceae Engl. ~ Bruniaceae DC. ~ Brunoniaceae Dumort. ~ Buddlejaceae Wilhelm ~ Burmanniaceae Bl. ~ Burseraceae Kunth ~ Butomaceae Rich. ~ Buxaceae Dumort. ~ Byblidaceae Domin.

## C
Cabombaceae A. Rich. ~ Cactaceae Juss. ~ Calceolariaceae (D Don) Olmstead ~ Calectasiaceae S.L. Endlicher ~ Callitrichaceae Link ~ Calochortaceae Dumort. ~ Calycanthaceae Lindl. ~ Calyceraceae R.Br. ex Rich. ~ Campanulaceae Juss. ~ Campynemataceae Dumort. ~ Canellaceae Mart. ~ Cannabidaceae Endl. ~ Cannaceae Juss. ~ Canotiaceae Britton ~ Capparidaceae Juss. ~ Caprifoliaceae Juss. ~ Cardiopterigaceae Blume corr. Van Tiegh. ~ Caricaceae Dumort. ~ Carlemanniaceae Airy Shaw ~ Carpinaceae (Spach) Kuprianova ~ Cartonemataceae Pichon ~ Caryocaraceae Szyszyl. ~ Caryophyllaceae Juss. ~ Cassythaceae Bartl. ex Lindl. ~ Casuarinaceae R.Br. ~ Cecropiaceae ~ Celastraceae R.Br. ~ Centrolepidaceae Desv. ~ Cephalotaceae Dumort. ~ Ceratophyllaceae S.F. Gray ~ Cercidiphyllaceae Van Tiegh. ~ Chenopodiaceae Vent. ~ Chloranthaceae R.Br. ~ Chrysobalanaceae R.Br. ~ Circaeasteraceae Kuntze ex Hutch. ~ Cistaceae Juss. ~ Cleomaceae (Pax) Airy Shaw ~ Clethraceae Klotzsch. ~ Clusiaceae ~ Cneoraceae Link ~ Cobæaceae D. Don ~ Cochlospermaceae Planch. ~ Colchicaceae DC. ~ Columelliaceae D. Don ~ Combretaceae R.Br. ~ Commelinaceae R.Br. ~ Compositae Giseke ~ Connaraceae R.Br. ~ Convallariaceae Horan. ~ Convolvulaceae Juss. ~ Coriariaceae DC. ~ Coridaceae (Reichb.) J.G. Agardh ~ Cornaceae Dumort. ~ Corsiaceae Becc. ~ Corylaceae Mirbel ~ Corynocarpaceae Engl. ~ Costaceae (K. Schum.) Nak. ~ Crassulaceae DC. ~ Crossosomataceae Endl. ~ Cruciferae Juss. ~ Crypteroniaceae A. DC. ~ Ctenolophaceae (H. Winkl.) Exell & Mendonca ~ Cucurbitaceae Juss. ~ Cunoniaceae R.Br. ~ Curtisiaceae (Harms) Takht. ~ Cuscutaceae Dumort. ~ Cyanastraceae Engl. ~ Cyclanthaceae Dumort. ~ Cymodoceaceae N. Taylor ~ Cynomoriaceae Lindl. ~ Cyperaceae Juss. ~ Cypripediaceae Lindl. ~ Cyrillaceae Endl. ~ Cytinaceae A Richard.

## D
Daphniphyllaceae Muell. Arg. ~ Dasypogonaceae Dumort. ~ Datiscaceae Lindl. ~ Davidiaceae Takht. ~ Davidsoniaceae Bange ~ Degeneriaceae Bailey & Smith ~ Desfontainiaceae Endl. ~ Dialypetalanthaceae Rizz. & Occh. ~ Diapensiaceae Lindl. ~ Dichapetalaceae Baill. ~ Dicrastylidiaceae J. Drumm. ex Harv. ~ Didiereaceae Radlk. ex Drake ~ Didymelaceae Leandri ~ Diegodendraceae Capuron ~ Diervillaceae Pyck ~ Dilleniaceae Salisb. ~ Dioncophyllaceae Airy Shaw ~ Dioscoreaceae R.Br. ~ Dipentodontaceae Merr. ~ Dipsacaceae Juss. ~ Dipterocarpaceae Bl. ~ Dirachmaceae (Reiche) Hutch. ~ Donatiaceae (Mildbr.) Skottsb. ~ Doryanthaceae Dahlgren and Clifford ~ Dracaenaceae R.A. Salisbury ~ Droseraceae Salisb. ~ Drosophyllacea Chrtek et al. ~ Duckeodendraceae Kuhlmann ~ Dulongiaceae J.G. Agardh ~ Dysphaniaceae Pax

## E
Ebenaceae Gurke ~ Ecdeiocoleaceae Cutler & Airy Shaw ~ Ehretiaceae Lindl. ~ Elaeagnaceae Juss. ~ Elaeocarpaceae DC. ~ Elatinaceae Dumort. ~ Ellisiophyllaceae Honda ~ Emblingiaceae (Pax) Airy Shaw ~ Empetraceae S.F. Gray ~ Epacridaceae R.Br. ~ Eremolepidaceae Van Tiegh. ~ Eremosynaceae Takht. ~ Ericaceae Juss. ~ Eriocaulaceae Desv. ~ Eriospermaceae Endl. ~ Erythropalaceae (Hassk.) Van Tiegh. ~ Erythroxylaceae Kunth ~ Escalloniaceae Dumort. ~ Eucommiaceae Van Tiegh. ~ Eucryphiaceae Endl. ~ Euphroniaceae Marcano-Berti ~ Euphorbiaceae Juss. ~ Eupomatiaceae Endl. ~ Eupteleaceae Van Tiegh. ~ Euryalaceae J.G. Agardh.

## F
Fabaceae Lindl. ~ Fagaceae Dumort. ~ Flacourtiaceae DC. ~ Flagellariaceae Dumort. ~ Flindersiaceae (Engl.) C.T. White & Airy Shaw ~ Foetidiaceae (Niedenzu) Airy Shaw ~ Fouquieriaceae DC. ~ Francoaceae A. Juss. ~ Frankeniaceae S.F. Gray ~ Fumariaceae DC.

## G
Garryaceae Lindl. ~ Geissolomataceae Endl. ~ Gelsemiaceae (G. Don) L. Struwe and V.A. Albert ~ Geniostomaceae L. Struwe and V.A. Albert ~ Gentianaceae Juss. ~ Geosiridaceae Jonker ~ Geraniaceae Juss. ~ Gesneriaceae Rich. & Juss. ex DC. ~ Glaucidiaceae (Himmelb.) Tamura ~ Globulariaceae DC. ~ Goetzeaceae Miers ex Airy Shaw ~ Gomortegaceae Reiche ~ Gonystylaceae Van Tiegh ~ Goodeniaceae R.Br. corr. Dumort. ~ Goupiaceae Miers ~ Gramineae Juss. ~ Greyiaceae (Gürke) Hutch. ~ Griseliniaceae J.R. Forst. & G. Forst. ex A. Cunn. ~ Grossulariaceae DC. ~ Grubbiaceae Endl. ~ Gunneraceae Endl. ~ Guttiferae Juss. ~ Gyrocarpaceae Dumort. ~ Gyrostemonaceae Endl.

## H
Haemodoraceae R.Br. ~ Halophytaceae Soriano ~ Haloragidaceae R.Br. ~ Hamamelidaceae R.Br. ~ Hanguanaceae Airy Shaw ~ Haptanthaceae C. Nelson ~ Hectorellaceae Philipson & Skipworth ~ Heliconiaceae (Endl.) Nak. ~ Helwingiaceae Decaisne ~ Hemerocallidaceae R.Br. ~ Henriqueziaceae (Hook. f.) Bremek. ~ Hernandiaceae Blume ~ Herreriaceae ~ Hesperocallidaceae Traub ~ Heteropyxidaceae Engler & Gilg ~ Himantandraceae Diels ~ Hippocastanaceae DC. ~ Hippuridaceae Link. ~ Hoplestigmataceae Gilg ~ Hostaceae B. Mathew ~ Huaceae A. Chev. ~ Hugoniaceae Arn. ~ Humbertiaceae Pichon ~ Humiriaceae Juss. ~ Hyacinthaceae J.G. Agardh ~ Hydatellaceae Hamann ~ Hydnoraceae C.A. Agardh ~ Hydrangeaceae Dumort. ~ Hydrastidaceae Lemesle ~ Hydrocharitaceae Juss. ~ Hydroleacae Berchtold & Presl. ~ Hydrophyllaceae R.Br. ex Edwards ~ Hydrostachyaceae Engl. ~ Hymenocardiaceae Airy Shaw ~ Hypecoaceae (Prantl & Kundig) Barkley ~ Hypoxidaceae R.Br. ~ Hypseocharitaceae Weddell.

## I
Icacinaceae Miers ~ Idiospermaceae S.T.Blake ~ Illiciaceae Van Tiegh. ~ Iridaceae Juss. ~ Irvingiaceae Pierre ~ Iteaceae J.G. Agardh ~ Ixerbaceae Grisebach ~ Ixioliriaceae T. Nakai ~ Ixonanthaceae Planch. ex Klotzsch

## J
Joinvilleaceae Tomlinson & A.C. Sm. ~ Juglandaceae A. Rich. ex Kunth ~ Julianaceae Hemsl. ~ Juncaceae Juss. ~ Juncaginaceae Rich.

## K
Kingdoniaceae (Janchen) A.S. Foster ex Airy Shaw ~ Kirkiaceae (Engl.) Takht. ~ Koeberliniaceae Engl. ~ Krameriaceae Dumort.

## L
Lamiaceae Juss. ~ Lacandoniaceae E. Martinez & C.H. Ramos ~ Lacistemataceae Mart. ~ Lactoridaceae Engl. ~ Lardizabalaceae Decne. ~ Lauraceae Juss. ~ Laxmanniaceae Bubani ~ Lecythidaceae Poiteau ~ Ledocarpaceae Meyen ~ Leeaceae (DC.) Dumort. ~ Leitneriaceae Benth. ~ Lemnaceae S.F. Gray ~ Lennoaceae Solms-Laubach ~ Lentibulariaceae Rich. ~ Leonticaceae (Spach) Airy Shaw ~ Lepidobotryaceae Léonard ~ Lepuropetalaceae (Engl.) Nak. ~ Liliaceae Juss. ~ Limnanthaceae R.Br. ~ Limnocharitaceae Takht. ~ Linaceae S.F. Gray ~ Linnaeaceae (Rafin.) Backlund ~ Lissocarpaceae Gilg ~ Loasaceae Spreng. ~ Loganiaceae Mart. ~ Lophopyxidaceae (Engl.) H.H. Pfeiff. ~ Loranthaceae Juss. ~ Lowiaceae Ridl. ~ Luzuriagaceae J. Dostal ~ Lythraceae Jaume St.-Hil.

## M
Maesaceae (de Candolle) Andelberg & all. ~ Magnoliaceae Juss. ~ Malesherbiaceae D. Don ~ Malpighiaceae Juss. ~ Malvaceae Juss. ~ Marantaceae Petersen ~ Marcgraviaceae Choisy ~ Martyniaceae Stapf ~ Mastixiaceae Van Tiegh. ~ Mayacaceae Kunth ~ Medusagynaceae Engl. & Gilg ~ Medusandraceae Brenan ~ Melanophyllaceae Takht. ~ Melanthiaceae Batsch ~ Melastomataceae Juss. ~ Meliaceae Juss. ~ Melianthaceae Link ~ Meliosmaceae Endl. ~ Memecylaceae DC. ~ Mendonciaceae (Lindau) Bremek. ~ Menispermaceae Juss. ~ Menyanthaceae Dumort. ~ Metteniusaceae Schnizlein ~ Misodendraceae J.G. Agardh ~ Mitrastemonaceae Makino ~ Mitreolaceae Watson, informal ~ Molluginaceae Hutchinson ~ Monimiaceae Juss. ~ Monotropaceae Nutt. ~ Montiniaceae (Engl.) Nak. ~ Moraceae Link ~ Morinaceae J.G. Agardh ~ Moringaceae Dumort. ~ Muntingiaceae C. Bayer, M.W. Chase and M.F. Fay ~ Musaceae Juss. ~ Myoporaceae R.Br. ~ Myricaceae Bl. & Dumort. ~ Myristicaceae R.Br. ~ Myrothamnaceae Niedenzu ~ Myrsinaceae R.Br. ~ Myrtaceae Juss.

## N
Najadaceae Juss. ~ Nandinaceae J.G. Agardh ~ Napoleonaeaceae P. Beauv. ~ Naucleaceae (DC.) Wernh. ~ Nelsoniaceae ~ Nelumbonaceae Dumort. ~ Nepenthaceae Dumort. ~ Neuradaceae J.G. Agardh ~ Nitrariaceae Bercht & J. Presl ~ Nolanaceae Dumort. ~ Nolinaceae T. Nakai ~ Nothofagaceae Kuprianova ~ Nyctaginaceae Juss. ~ Nymphaeaceae Salisb. ~ Nyssaceae Dumort.

## O
Ochnaceae DC. ~ Octoknemaceae Van Tiegh. ~ Olacaceae Juss. ~ Oleaceae Hoffmgg. & Link ~ Oliniaceae Arn. ex Sond. ~ Onagraceae Juss. ~ Oncothecaceae Kobuski ex Airy Shaw ~ Opiliaceae Valeton ~ Orchidaceae Juss. ~ Orobanchaceae Vent. ~ Oxalidaceae R.Br.

## P
Paeoniaceae Rudolphi ~ Palmae Juss. ~ Pandaceae Pierre ~ Pandanaceae R.Br. ~ Papaveraceae Juss. ~ Paracryphiaceae Airy Shaw ~ Parnassiaceae S.F. Gray ~ Passifloraceae Juss. ~ Paulowniaceae Nakai ~ Pedaliaceae R.Br. ~ Peganaceae Tiegh. ex Takht. ~ Pellicieraceae (Planch. & Triana) Beauvis ~ Penaeaceae Guillemin ~ Pennantiaceae J Agarth ~ Pentadiplandraceae Hutch. & Dalziel ~ Pentaphragmataceae J.G. Agardh ~ Pentaphylacaceae Engl. ~ Pentastemonaceae Duyfjes ~ Penthoraceae Van Tiegh. ~ Peperomiaceae (Miq.) Wettst. ~ Peraceae (Baill.) Benth. ex Klotsch ~ Peridiscaceae Kuhlm. ~ Periplocaceae Schltr. ~ Petermanniaceae Hutch. ~ Phellinaceae (Loes.) Takht. ~ Philadelphaceae D. Don ~ Philesiaceae Dumort. ~ Philydraceae Link. ~ Phormiaceae J.G. Agardh ~Phrymaceae Schauer ~ Phyllanthaceae Martynov ~ Physenaceae Takhtajan ~ Phytolaccaceae R.Br. Picramniaceae (Engl.) Fernando & Quinn ~ Picrodendraceae Small ~ Piperaceae C.A. Agardh ~ Pistaciaceae (Marchand) Caruel. ~ Pittosporaceae R.Br. Plagiopteraceae Airy Shaw ~ Plantaginaceae Juss. ~ Platanaceae Dumort. ~ Plocospermataceae Hutch. ~ Plumbaginaceae Juss. ~ Podoaceae Baill. ex Franch. ~ Podophyllaceae DC. ~ Podostemaceae Rich. ex C.A. Agardh ~ Polemoniaceae Juss. ~ Polygalaceae Juss. ~ Polygonaceae Juss. ~ Polyosmaceae Blume ~ Polypremaceae Watson, informal ~ Pontederiaceae Kunth ~ Portulacaceae Juss. ~ Posidoniaceae (Kunth) Lotsy ~ Potaliaceae Mart. ~ Potamogetonaceae Dumort. ~ Pottingeriaceae (Engler) Takht. ~ Primulaceae Vent. ~ Proteaceae Juss. ~ Psiloxylaceae Croizat ~ Ptaeroxylaceae Sonder ~ Pteridophyllaceae (Murb.) Sugiura ex Nak. ~ Pterostemonaceae (Engl.) Small ~ Punicaceae Horan. ~ Putranjivaceae Endlicher ~ Pyrolaceae Dumort.

## Q
Quillajaceae D. Don ~ Quiinaceae Engler ~ Quintiniaceae Doweld.

## R
Rafflesiaceae Dumort. ~ Ranunculaceae Juss. ~ Rapateaceae Dumort. ~ Resedaceae Bercht. & J Presl ~ Restionaceae R.Brown ~ Rhabdodendraceae Prance ~ Rhamnaceae Juss. ~ Rhipogonaceae Conran & Clifford ~ Rhizophoraceae R.Br.~ Rhoipteleaceae Hand.-Mazz. ~ Rhynchocalycaceae Johnson & Briggs ~ Roridulaceae Engl. & Gilg ~ Rosaceae Juss. ~ Rousseaceae DC. ~ Rubiaceae Juss. ~ Ruppiaceae Horaninow ~ Ruscaceae Sprengel ~ Rutaceae Juss.

## S
Sabiaceae Bl. ~ Saccifoliaceae Maguire and Pires ~ Salicaceae Mirbel ~ Salvadoraceae Lindl. ~ Sambucaceae Link. ~ Santalaceae R. Br ~ Sapindaceae Juss. ~ Sapotaceae Juss. ~ Sarcobataceae Behnke ~ Sarcolaenaceae Caruel ~ Sarcospermataceae H.J. Lam ~ Sargentodoxaceae Stapf ~ Sarraceniaceae Dumort. ~ Saururaceae A. Rich. ~ Saxifragaceae Juss. ~ Scheuchzeriaceae Rudolphi ~ Schisandraceae Bl. ~ Schlegeliaceae Reveal ~ Scrophulariaceae Juss. ~ Scyphostegiaceae Hutch. ~ Schoepfiaceae Blume ~ Scytopetalaceae Engl. ~ Setchellanthaceae Iltis ~ Simaroubaceae DC. ~ Simmondsiaceae (Pax) Van Tiegh. ~ Siparunaceae (A. DC.) Schodde ~ Siphonodontaceae Gagnep. & Tardieu ~ Sladeniaceae Gilg & Werderm.) Airy Shaw ~ Smilacaceae Vent. ~ Solanaceae Juss. ~ Sonneratiaceae Engl. & Gilg ~ Sparganiaceae Schultz-Schultzenst. ~ Sphaerosepalaceae Van Tiegh. ~ Sphenocleaceae (Lindl.) Mart. ex DC. ~ Sphenostemonaceae P. van Royen & Airy Shaw ~ Spigeliaceae Mart. ~ Stachyuraceae J.G. Agardh ~ Stackhousiaceae R.Br. ~ Staphyleaceae (DC.) Lindl. ~ Stegnospermataceae (H. Walter) Nak. ~ Stemonaceae Engl. ~ Stemonuraceae Kårehed ~ Sterculiaceae Vent. ~ Stilaginaceae C.A. Agardh ~ Stilbaceae Kunth ~ Strasburgeriaceae Van Tiegh. ~ Strelitziaceae (K. Schum.) Hutch. ~ Strychnaceae Link. ~ Stylidiaceae R.Br. ~ Stylobasiaceae J.G. Agardh ~ Stylocerataceae Baill. ~ Styracaceae Dumort. ~ Surianaceae Arn. ~ Symphoremataceae Van Tiegh. ~ Symplocaceae Desf.

## T
Taccaceae Dumort. ~ Tamaricaceae Link. ~ Tapisciaceae Takht. ~ Tecophilaeaceae Leybold ~ Tepuianthaceae Maguire & Steyermark ~ Tetracarpaeaceae Nak. ~ Tetracentraceae Van Tiegh. ~ Tetrachondraceae Skottsb. ~ Tetragoniaceae Lindl. ~ Tetramelaceae Airy Shaw ~ Tetrameristaceae Hutch. ~ Theaceae D. Don ~ Theligonaceae Dumort. ~ Theophrastaceae D.Don ~ Thismiaceae J.G. Agardh ~ Thunbergiaceae Van Tiegh. ~ Thurniaceae Engl. ~ Thymelaeaceae Juss. ~ Ticodendraceae Gómes-Laurito and P. Gómes ~ Tiliaceae Juss. ~ Torricelliaceae Hu corr. Airy Shaw ~ Tovariaceae Pax ~ Trapaceae Dumort. ~ Trapellaceae Honda & Sakisake ~ Tremandraceae DC. ~ Tribelaceae Airy Shaw ~ Trichopodaceae Hutch. ~ Trigoniaceae Endl. ~ Trilliaceae Lindl. ~ Trimeniaceae Perk. & Gilg ~ Triplostegiaceae Bobrov ex Airy Shaw ~ Triuridaceae Gardn. ~ Trochodendraceae Prantl ~ Tropaeolaceae DC. ~ Turneraceae DC. ~ Typhaceae Juss.

## U
Uapacaceae Airy Shaw ~ Ulmaceae Mirb. ~ Umbelliferae Juss. ~ Urticaceae Juss. ~ Uvulariaceae Kunth

## V
Vahliaceae Dandy ~ Valerianaceae Batsch. ~ Velloziaceae Endl. ~ Verbenaceae J.St-Hil. ~ Viburnaceae Dumort. ~ Violaceae Batsch. ~ Viscaceae Miq. ~ Vitidaceae Juss. ~ Vivianiaceae Klotzsch. ~ Vochysiaceae A.St-Hil.

## W
Wellstediaceae Novak ~ Winteraceae Lindl.

## X
Xanthophyllaceae Gagnep. ~ Xanthorrhoeaceae Dumort. ~ Xeronemataceae Chase, Rendall & Fay ~ Xyridaceae C.A. Agardh

## Z
Zannichelliaceae Dumort. ~ Zingiberaceae Lindl. ~ Zosteraceae Dumort. ~ Zygophyllaceae R.Br.